# Szőke Gábor Miklós
Szőke Gábor Miklós (Budapest, 1984. szeptember 23. –) magyar szobrászművész.

## Munkássága

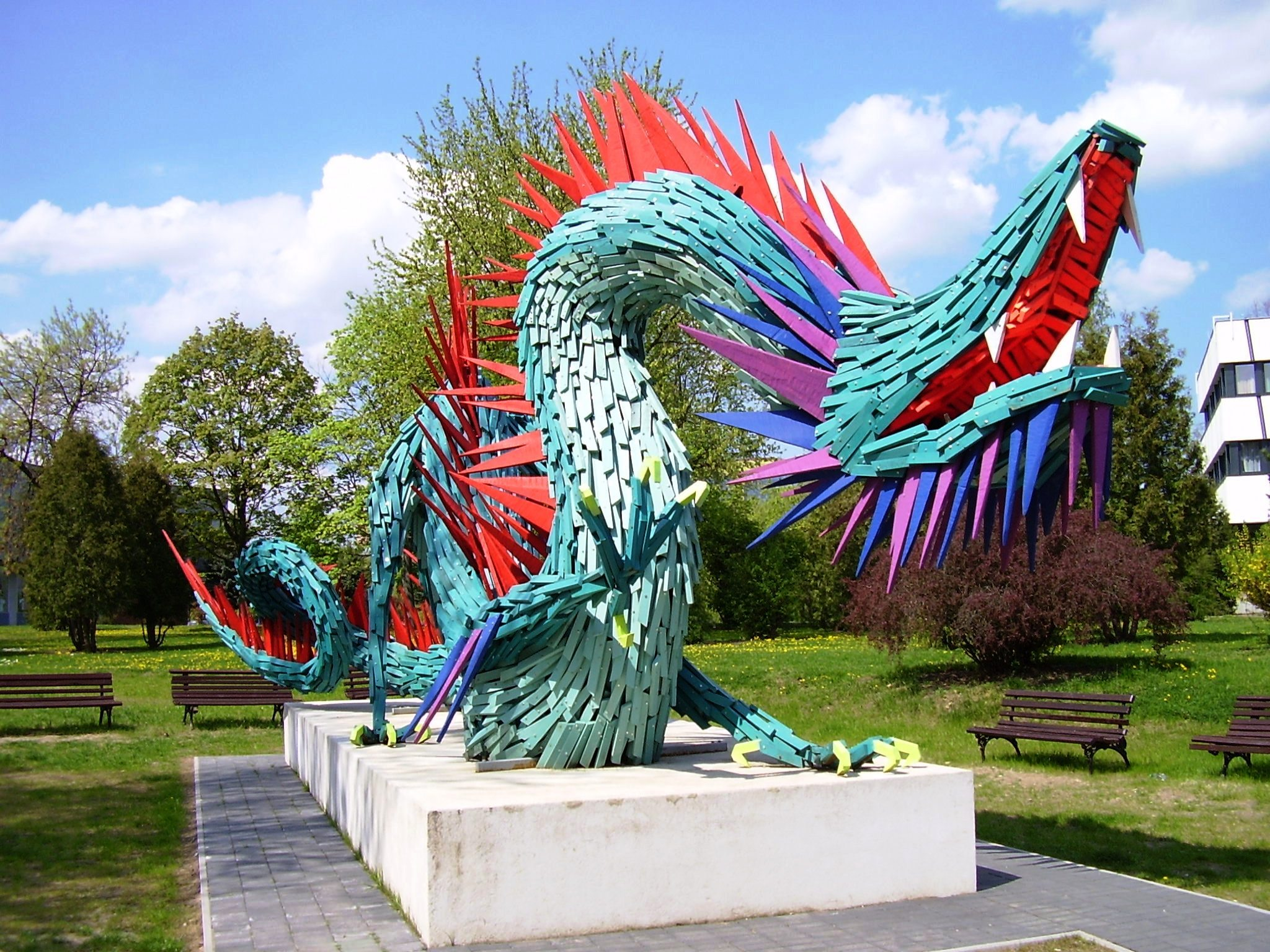
A kazincbarcikai Sárkány

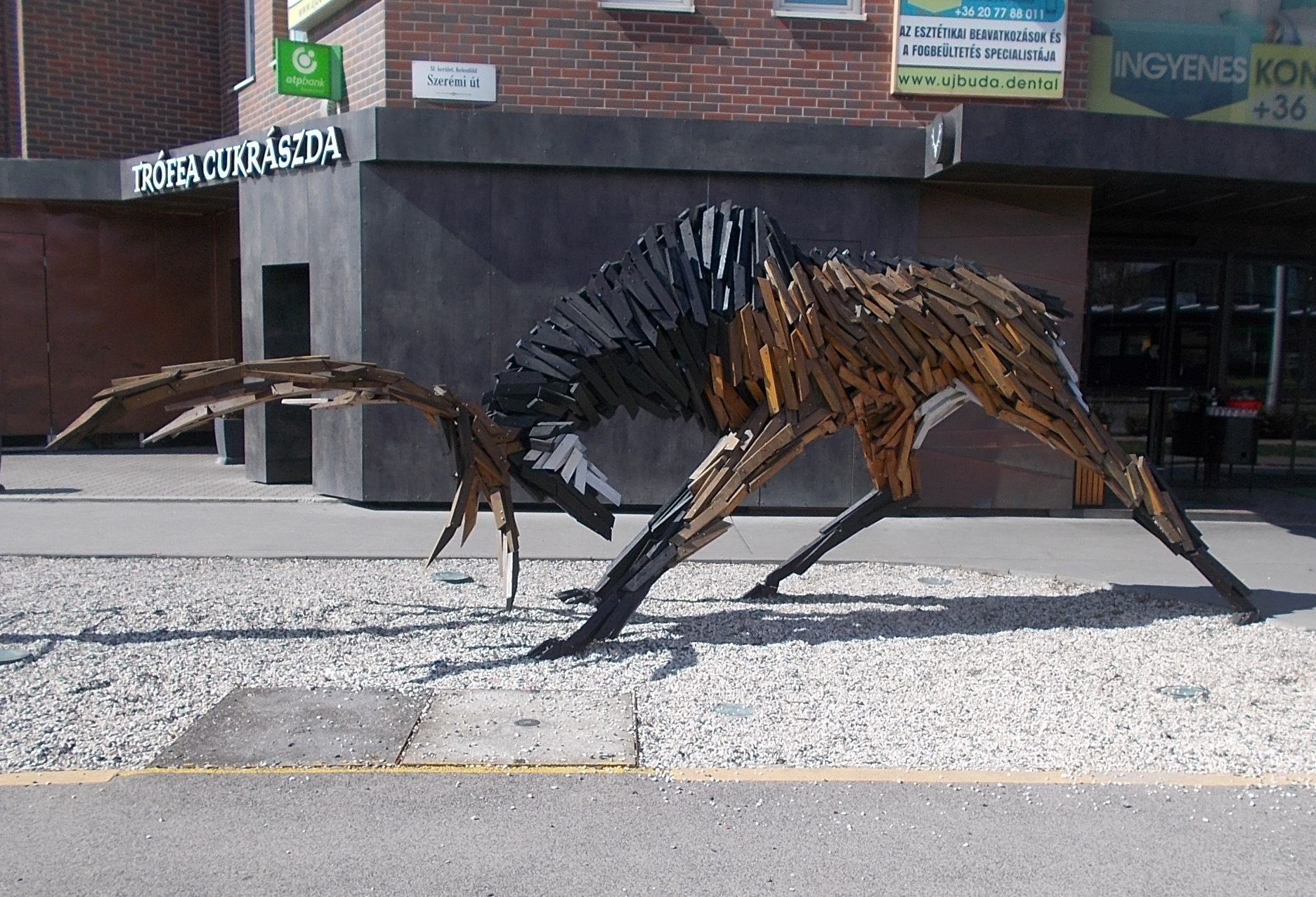
Szarvasbika (Kelenföldön, a Szerémi úton)

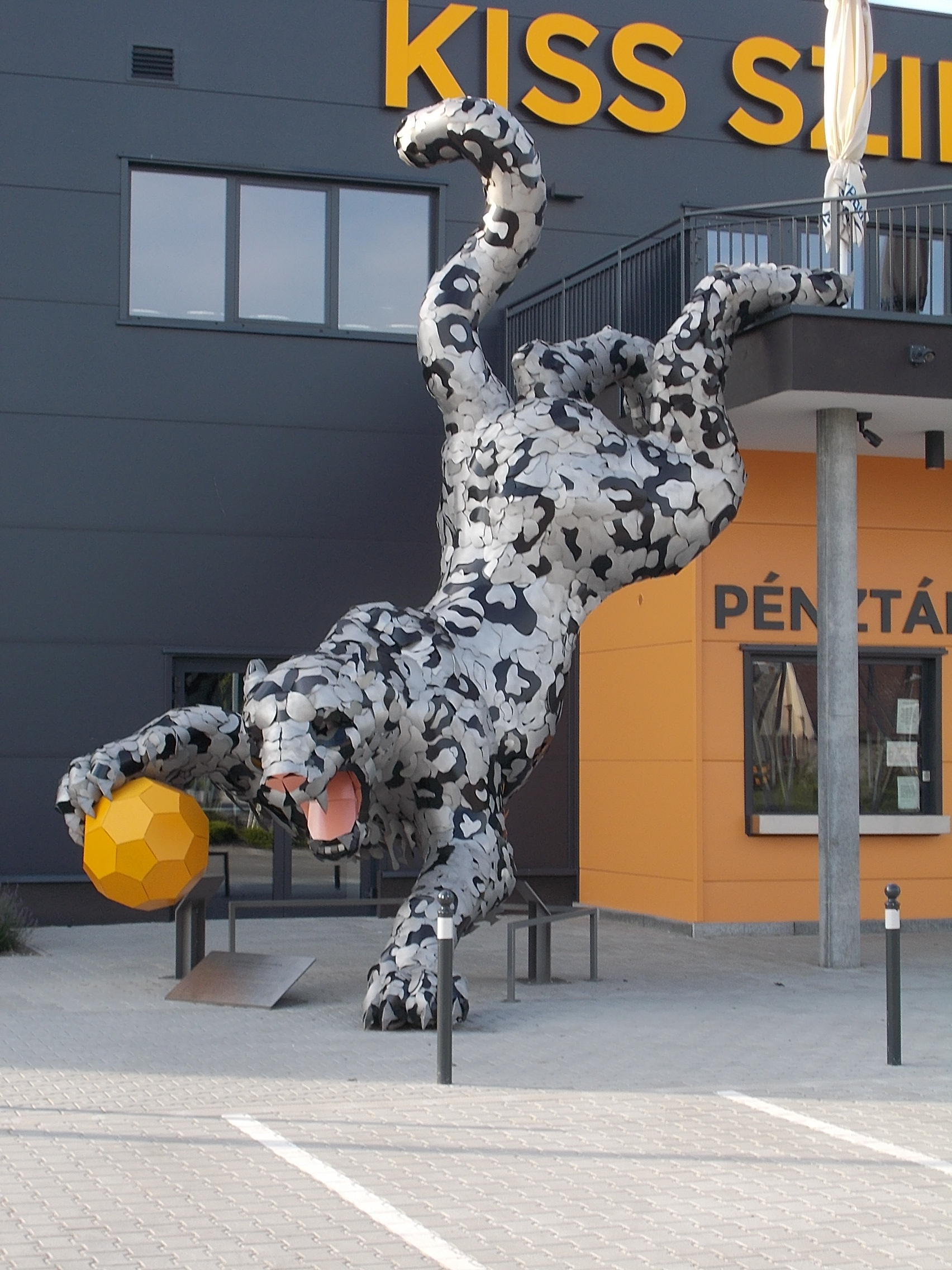
Hópárduc a Kiss Szilárd Sportcsarnok előtt (Siófok)

Kő Pál osztályába járt a Magyar Képzőművészeti Egyetemen. Nagyméretű szobraival vált ismertté. Művei közterületeken és magángyűjteményekben is megtalálhatók. Különleges „deszkaállatai” először a budapesti Fővárosi Állat- és Növénykertben kaptak helyet. Az ő kiállításával nyílt meg az Ybl Budai Kreatív Ház. Félúton című kiállítását több mint tízezren látták.
Elkészítette a Fradi-sast a Ferencvárosnak. 2017-ben láthatóak voltak művei a budapesti  vizes világbajnokságon. A Sziget Fesztiválon és a főváros közterületein is megjelentek rendhagyó szobrai.
Kazincbarcikán a város címerállatait: az unikornist és az oroszlánt formálta meg, a Fő téren kapott helyet sárkányszobra.
2021. július 5-én felavatták a Budapest Honvéd labdarúgócsapatának új stadionja, a Bozsik Aréna előtt a Szőke Gábor Miklós és csapata által készített Aranyoroszlán-szobrot.

## Kiállításai

### Hazai
- Mucius Kortárs Művészeti Galéria
- Csók István Galéria
- Boulevard&Brezsnyev Galéria
- Trafó Galéria
- Miskolci Művészetek Háza
- ARC kiállítás

### Külföldön
- Graz
- Bécs
- Regensburg
- Berlin
- BRAFA Art Fair, Brüsszel
- Milánó
- Moszkva

## Díjai, elismerései
- A III. és IV. Ifjúsági Művészeti Fesztivál I. díja (2003, 2004)
- Géniusz-Európa díj (2004)
- Kerényi Pályázat I. díja (2004)
- Az Amadeus Alkotói ösztöndíj nyertese (2008)
- Budapestért díj (2018)[4]
- BarcikArt díj (2021)[5]

## Kötetei
- Félúton. Kiállítás az Ybl Budai Kreatív Házban : 2018. május 18 – június 8.; kurátor Hauer Berta, Szőke Gábor Miklós; Vízház Zrt., Budapest, 2020
- A vadászat választott engem. Semjén Zsolt írásai, Bayer Zsolt novellái, Vasáros Zsolt installációi, Szőke Gábor Miklós szobrai; Dénes Natur Műhely, Pusztazámor, 2021 (Nimród könyvek)